# أوي جورج
أوي جورج (بالألمانية: Uwe George)‏ هو كاتب ومصور سينمائي وصحفي ألماني، ولد في 1 أبريل 1940 في كيل في ألمانيا.